# Hopa
Hopa (lasisch: Xopa; georgisch ხოფა, ხუფათი (Chupati); russisch Хопа; auch als Chopta, oder Chopa bekannt) ist eine Stadt in der Provinz Artvin am Schwarzen Meer im Nordosten der Türkei. Die Stadt Hopa beherbergt etwa 86 Prozent der Landkreisbevölkerung.
Der Landkreis Hopa ist der zweitkleinste der Provinz, hat aber die höchste Bevölkerungsdichte (etwa das neunfache des Provinzdurchschnitts). Der Landkreis liegt in der nordöstlichen Ecke der Provinz und grenzt an Georgien. An der Landesgrenze befindet sich einer der zwei türkisch-georgischen Grenzübergängen. Dieser liegt rund 15 km von der Stadt Hopa entfernt beim Dorf Sarp und heißt Sarp Sınır Kapısı. Der höchste Punkt des Landkreises ist mit 1513 m der Yavuz Sultan Selim Berg, der nach dem osmanischen Sultan Selim I. benannt ist.
Zum Landkreis gehören neben der Kreisstadt noch 16 Dörfer (Köy) mit einer Durchschnittsbevölkerung von 255 Einwohnern. Başoba ist mit 507 Einwohnern das größte Dorf, fünf Dörfer haben mehr Einwohner als das „Durchschnittsdorf“ im Kreis.

## Persönlichkeiten
- Orhan Eyüboğlu (1915 oder 1918–1980), Politiker
- Mustafa Topaloğlu (* 1957), Sänger
- Kâzım Koyuncu (1971–2005), Sänger
- Tolga Zengin (* 1983), Fußballtorwart
- Adem Büyük (* 1987), Fußballspieler